# 加多近山

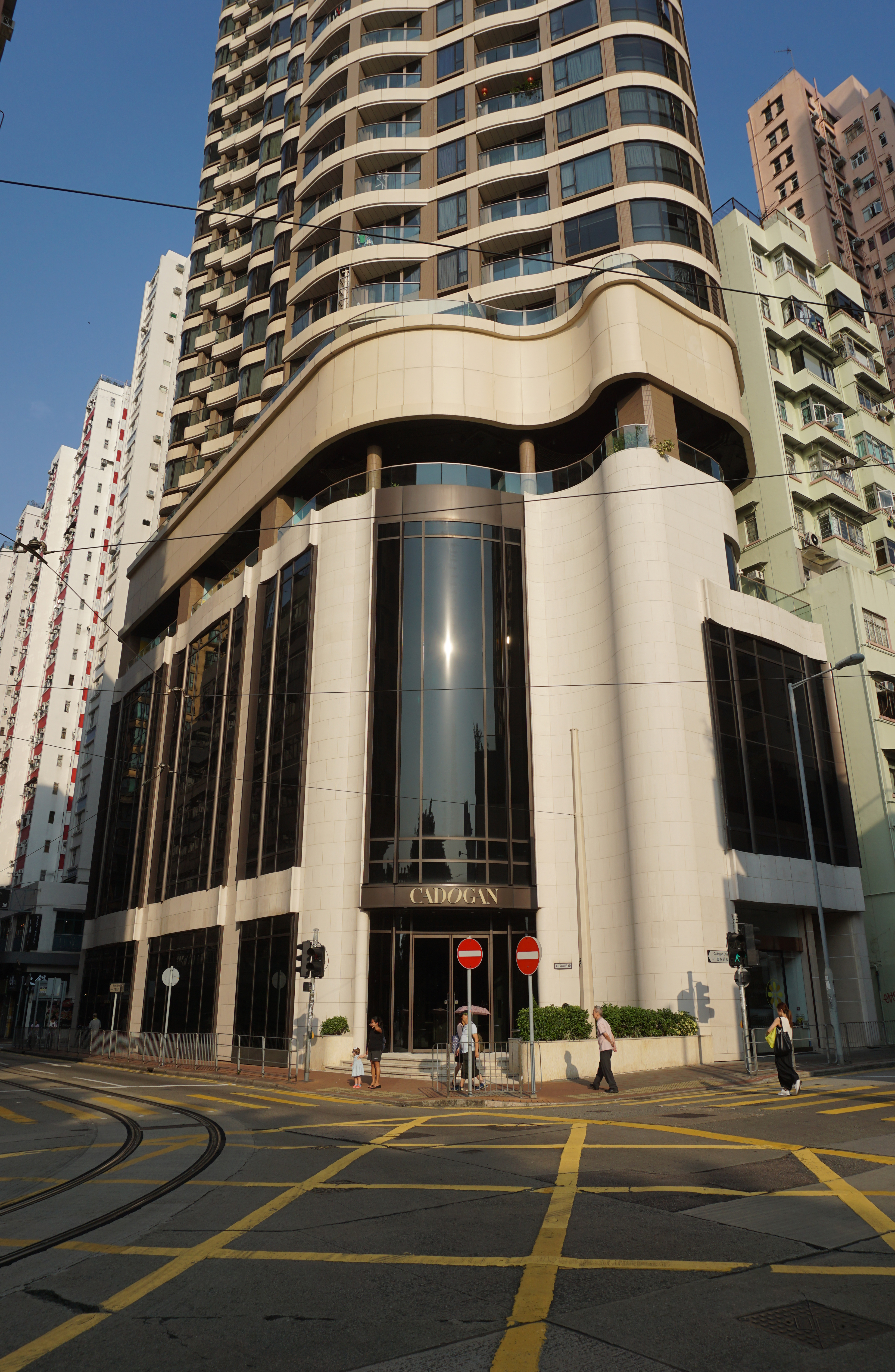
基座正面

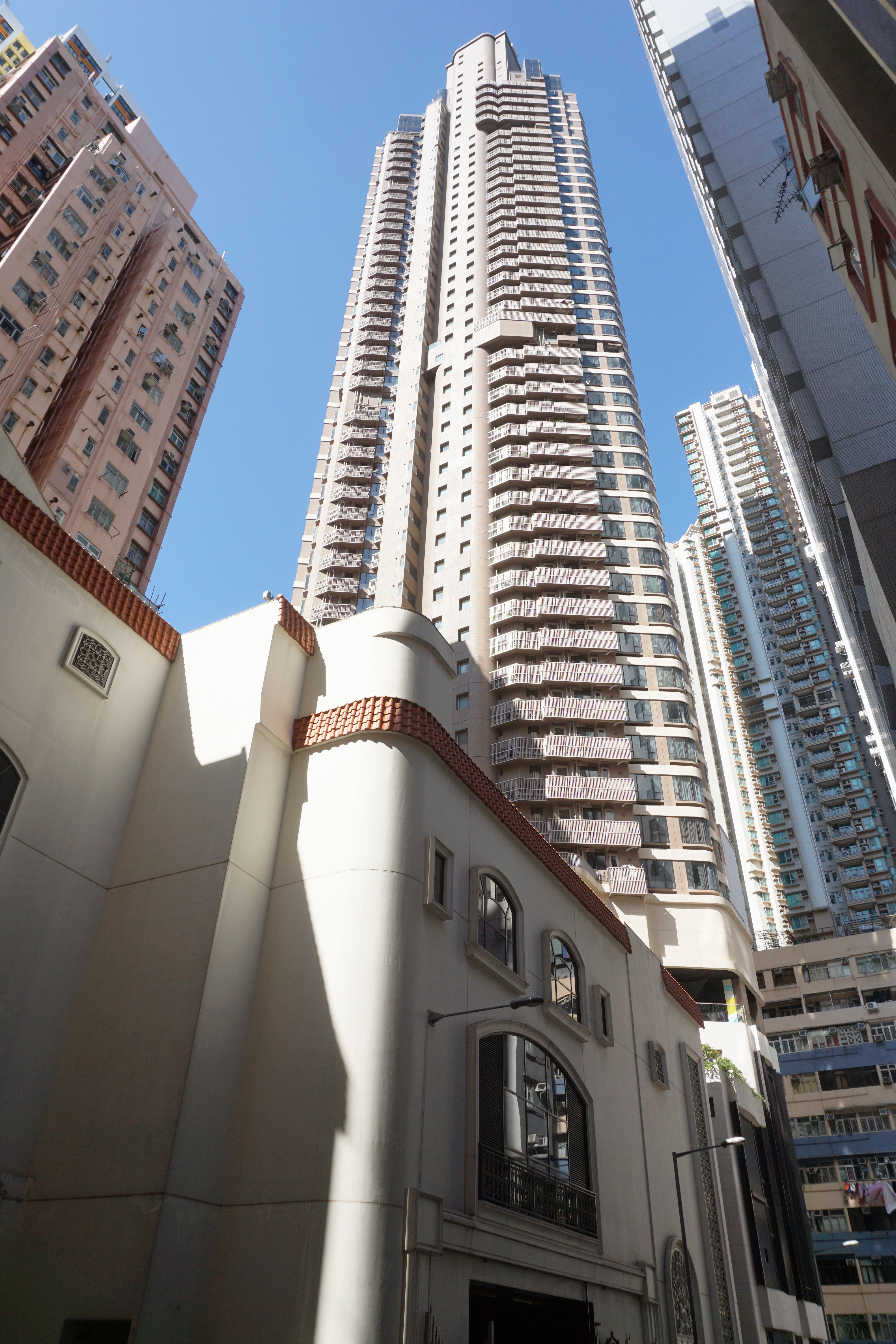
加多近山及基座背面

加多近山（英語：Cadogan）位於香港堅尼地城加多近街37A號，信步即達港鐵堅尼地城站C出口，是九龍建業於港島西的旗艦豪宅項目。外觀以弧形設計，時尚新穎。物業樓高49層，1梯5伙佈局，共提供197個單位，已經於2014年12月入伙。 

## 單位設計
住宅位於6樓至55樓（不設13、14、24、34、44及54樓），備有1房至5房間隔，實用面積由327至2,167平方呎。6樓至47樓之樓高為3.15米，48樓至55樓則為3.5米。6至47樓為1梯5戶、48至52樓為1梯3戶、53及55樓為1梯2戶（複式單位）。另外，6樓單位附設平台、7至47、49至52樓單位附設露台、48樓單位附設平台（A及C單位兼備露台）、53及55樓單位附設平台。48樓至55樓共17個極高層特色單位命名為 Royal Cadogan。

## 住客會所
「加多近山」住客會所名為Club Cadogan，位於項目的二樓、三樓及五樓，佔地超過10,000平方呎，設施包括戶外游泳池、日光曬台、健身室、瑜伽區、宴會廳、桑拿房、燒烤場、休閒雅座、戶外園林、閱讀區、遊戲室等。

## 優質校網
加多近山屬中西區11校網，涵蓋多間傳統名校，包括嘉諾撒聖心學校、英皇書院同學會小學、聖士提反女子中學附屬小學等，聖保羅男女中學、英皇書院及香港最高學府－香港大學亦座落其中，學術氣氛濃厚。

## 交樓質數欠妥
加多近山入伙後，一個低層向海的開放式單位出現嚴重滲水及漏水問題，裝修建築工人亦遺下發臭工作褲於廁所。此外，單位外牆至少有十塊空心瓷磚，露台玻璃門底更欠缺三塊瓷磚。廚房廚櫃雲石枱面、全屋地板及房間窗台均遺下大量花痕，部份更長達一呎，浴室的牆磚更有破裂跡象，相信是工人在安裝廚櫃及其他家電時，未有作出任何保護措施，任由枱面被刮花。驗樓師檢驗單位後僅評出60分，業主最初打算將單位放租，但眼看新屋未入伙便需要搶救，坦言「很無奈」，並立即與發展商討論「執漏」問題。

## 毗鄰
- 泓都
- 西環邨
- 加多近街臨時花園

## 外部連結
- 官方网站